# Schaffhausen Sharks
Die Schaffhausen Sharks sind ein American-Football-Club in Neuhausen am Rheinfall (Schaffhausen), der im Jahr 2011 gegründet wurde. 
Die Sharks spielen seit 2014 in der Nationalliga C und sind Mitglied im Schweizerischen American Football Verband. Ab der Saison 2023 starten die Sharks in der Nationalliga B und spielen somit in der zweithöchsten Schweizer Spielklasse.

## Erfolge
Die ersten Saisons verliefen nicht sonderlich erfolgreich. Seit dem Jahr 2019 gehören die Schaffhausen Sharks zu den stärkeren Teams der Liga NLC und konnten dreimal in Folge Vizemeister werden.
- Qualifikationssieger: 2022 / Halbfinale Liga C
- Liga NLC Finale (Vizemeister): 2021
- Fall Bowl Finale NLC (Vizemeister): 2020[2]
- Liga NLC (Vizemeister): 2019

## Teams
- Seniors (Tacklefootball)
- Juniors (U19-Tacklefootball)